# تراوس
تراوس (به انگلیسی: Trowse) یک روستا در بریتانیا است که در Trowse with Newton واقع شده‌است. تراوس ۴٫۴۹ کیلومتر مربع مساحت و ۸۶۲ نفر جمعیت دارد.